# Green.ch
green.ch ist ein Schweizer ICT- und Internetdienstanbieter mit Hauptsitz in Lupfig. Das Unternehmen mit über 160 Mitarbeitern (Stand: 2022) zählte 2019 zu den sechs größten Internetprovidern der Schweiz und gehört zu den wichtigsten Datencenter-Anbietern der Schweiz.

## Das Unternehmen
Das Unternehmen wurde 1995 gegründet, als die Informatikabteilung des Schweizerischen Bauernverbandes unter Leitung von Guido Honegger Internetdienstleistungen mit dem Namen agri.ch anzubieten begann. Als einer der ersten Anbieter wandte sich die Firma damit an Endbenützer in der Schweiz und trug zur Popularisierung des Internets bei. 1999 wurde agri.ch an den britischen Telekommunikationskonzern Cable & Wireless verkauft. Durch einen Management-Buy-out entstand im Jahr 2001 das Unternehmen green.ch.
2008 übernahm die in der Zentralschweiz ansässige Solution25 AG das Unternehmen und schloss es mit der Tochter TIC The Internet Company zusammen – zunächst unter dem Namen green.ch The Internet Company und später nur noch green.ch. Green.ch war bis Februar 2018 Teil der luxemburgischen Altice-Gruppe, bis Oktober 2016 verfügte das Schweizer Management ebenfalls über eine Beteiligung. Am 12. Februar 2018 wurde der Kauf aller Aktien durch InfraVia Capital Partners, ein auf Infrastrukturinvestitionen spezialisiertes Beteiligungsunternehmen vollzogen. Geführt wird das Unternehmen von Roger Süess, Franz Grüter ist Präsident des Verwaltungsrats.

## Tochterunternehmen
Heute besteht die green.ch-Gruppe, die seit Anfang Februar 2021 mit einheitlicher Marke und einheitlichem Corporate Design agiert, aus zwei Unternehmungen, der green.ch AG und der Green Datacenter AG. Während die green.ch AG als Internetdienstleister und Webhoster tätig ist und den Privat- und Firmenkundenmarkt bedient, betreibt die Green Datacenter AG das Rechenzentrumsgeschäft der Gruppe. Die Rechenzentrumsdienstleistungen richten sich an grössere KMUs und Grossunternehmen. Unter anderem zählen ABB und die SIX Group zu den Kunden.
In Lupfig wurde von 2010 bis 2012 gemeinsam mit ABB das vierte Rechenzentrum des Unternehmens gebaut. Es handelt sich dabei um das weltweit erste durchgängig mit Gleichstromtechnik ausgerüstete Rechenzentrum dieser Grösse und brachte der Firma 2013 für seine Energieeffizienz den vom Schweizer Bundesamt für Energie vergebenen Preis Watt d’Or ein. Im Oktober 2014 eröffnete das Unternehmen ein weiteres Rechenzentrum in Lupfig und akquirierte im Mai 2016 von der Zürich Versicherungs-Gesellschaft AG (Zurich) ein Hochsicherheitsrechenzentrum am Stadtrand von Zürich. Am 17. September 2019 eröffnete das Unternehmen das erste Hochleistungs-Rechenzentrum (High Density) in Lupfig, das internationalen Cloud-Anbietern als Schweizer Datenstandort dient. Anfang 2021 gab das Unternehmen bekannt, dass es in Dielsdorf einen Campus aus drei Datacentern sowie einem Businesspark mit Gewerbe- und Bürogebäuden errichtet.
Das erste von drei neuen Hochleistungs-Rechenzentren auf dem Campus in Dielsdorf ging im Januar 2023 in Betrieb. Im Oktober 2023 kündigte Green bereits den Baustart von zwei weiteren Hochleistungs-Rechenzentren in Dielsdorf an.

## Auszeichnungen
- Watt d’Or (2013)[18]
- Swiss ICT Public Award (2012)[24]
- 2020, 2021, 2022 und 2023 würdigte das Marktforschungsunternehmen ISG das Unternehmen als in der Schweiz führenden Anbieter im Bereich Colocation Services.[25]
- 2023 Green erhält in London die Auszeichnung für das beste neue Datacenter-Projekt in Europa an den DCS Awards[26]
- 2024 Green wird für das beste Abwärmenutzungsprojekt ausgezeichnet an den Datacloud Global Awards in Cannes[27]